# دون تورنبول
دون تورنبول (بالإنجليزية: Don Turnbull)‏ هو مؤلف لعب ‏ بريطاني، ولد في 2 يونيو 1937، وتوفي في 5 أغسطس 2003.